# Campanula longisepala
Campanula longisepala är en klockväxtart som beskrevs av Dieter Podlech. Campanula longisepala ingår i släktet blåklockor, och familjen klockväxter. Inga underarter finns listade i Catalogue of Life.